# Billy Baptist
Billy Baptist (19 de agosto de 1987, Illinois, Estados Unidos) es un jugador profesional de baloncesto que actualmente está jugando para el equipo español el Unicaja de Málaga.

## Biografía
El escolta tiene entre sus mayores logros ser seleccionado para el Quinteto Ideal All-Conference de la NCAA en su etapa senior, pertenecer al Tercer Quinteto Ideal All-Conference de la NCAA como junior y haber sido uno de los responsables de meter a su universidad en el TOP16 de la competición.
En su último año universitario fue el máximo anotador de los Quincy y el segundo en rebotes, consiguiendo el cuarto puesto de la conferencia en rebotes totales y acabar como el decimoprimer mejor anotador. Su poderío físico le valió para conseguir ser el mejor cuarto taponador y el sexto en lanzamientos triples, acabando con un promedio de 20 puntos por partido.
El 1 de diciembre de 2010 Baptist ficha por el Unicaja de Málaga para un mes.